# Gyrus dentatus

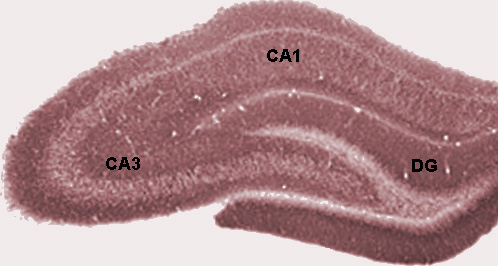

Gyrus dentatus är en del av hippocampus och består av granulära celler som sträcker ut projektioner mot pyramidala celler, och framförallt till interneuroner i ett område i hippocampus med beteckningen CA3. De granulära cellerna är de huvudsakliga excitatoriska nervcellerna i gyrus dentatus.
Gyrus dentatus är en av två regioner i hjärnan där nybildning av nervceller sker i den vuxna hjärnan,  som tros ha betydelse för bildning av nya minnen. Nybildning av nervceller i gyrus dentatus ökar vid antidepressiv behandling och fysisk träning. Glukokortikoider (t.ex. kortisol) motverkar däremot nybildning av nervceller och anses kunna ge upphov till depressioner.